# Інтерсуб'єктивність
Інтерсуб'єкти́вність — філософське поняття, що означає 1) особливу спільність; 2) певну сукупність ідей, установок і переконань, що характеризуються спільністю; 3) узагальнений досвід представлення предметів.

## Сенс поняття
Поняття інтерсуб'єктивності активно розробляє Едмунд Гуссерль у своєму фундаментальному трактаті «Картезіанські роздуми». Це поняття розкривається в ході вирішення проблеми соліпсизму, виявленою у світлі «Логічних досліджень». Суть проблеми в необхідності вивести за межі феноменологічного дослідження будь-які постулати, що приймаються некритично: існування світу тощо. В результаті виникає питання, на якій підставі ми можемо визнати реальність існування самого світу, а також решти учасників пізнавального процесу.
Едмунд Гуссерль (багато в чому відтворивши положення І. Канта, що стосуються місця і ролі трансцендентальної суб'єктивності в пізнанні) приходить до висновку, що сам устрій (конституція) свідомості передбачає складну багаторівневу структуру, в рамках якої найважливішу роль відіграють якості інтенціональності та допредметної даності (горизонту) світу соціальних зв'язків та стосунків. Ці структури задають пізнавальні межі, в яких стає можливим досвід сприйняття будь-якої речі у світі, а також розуміння тотожності будь-якого Я (ego) деякому іншому Я (alter ego).